# علاقات سوريا الخارجية

الدول التي تقيم معها سوريا علاقات دبلوماسية.

تتمثل الأهداف الأساسية الحالية للجمهورية العربية السورية في هزيمة الجماعات المعارضة التي كانت تتحدى الأسد وتستولي على الأراضي منذ عام 2011، واستعادة مرتفعات الجولان الاستراتيجية، التي تحتلها إسرائيل منذ حرب 1967، والاحتفاظ ب‍حق النقض على السياسة اللبنانية. تريد أيضا أن تحمي المصالح العربية. في العديد من النقاط في تاريخها، شهدت سوريا توترات شديدة مع جيرانها جغرافياً، مثل تركيا، العراق، و‌لبنان. تمتعت سوريا بتحسنًا في العلاقات مع العديد من الدول في المنطقة في القرن 21، قبل الربيع العربي و‌الحرب الأهلية السورية.
فقد باتت سوريا منذ الحرب الأهلية الجارية، معزولة على نحوِ متزايد من البلدان في المنطقة والمجتمع الدولي على نطاق أوسع. وقد قطعت العلاقات الدبلوماسية مع العديد من البلدان بما في ذلك: بريطانيا، تركيا، كندا، فرنسا، إيطاليا، ألمانيا، الولايات المتحدة، بلجيكا، إسبانيا، السعودية، قطر. وعلقت عضوية سوريا في جامعة الدول العربية في عام 2011 و‌منظمة التعاون الإسلامي في عام 2012. تواصل سوريا تعزيز العلاقات الجيدة مع حلفائها التقليديين، إيران و‌روسيا. البلدان الأخرى التي تحتفظ في الوقت الحاضر بعلاقات جيدة مع سوريا تشمل الصين، كوريا الشمالية، أنغولا، كوبا، فنزويلا، بوليفيا، الإكوادور، نيكاراغوا، البرازيل، غيانا، الهند، جنوب أفريقيا، تنزانيا، باكستان، أرمينيا، الأرجنتين، روسيا البيضاء، طاجيكستان، الفلبين، أوغندا، زيمبابوي، وغيرهم. من بين الدول الأعضاء في الجامعة العربية، لا تزال لدى سوريا علاقات جيدة مع العراق، الجزائر، الكويت، لبنان و‌عمان والسودان، وفلسطين والإمارات العربية المتحدة. لم يكن لسوريا علاقات دبلوماسية مع كوريا الجنوبية وإسرائيل وكوسوفو وتايوان. تعترف الجمهورية العربية السورية أيضا بأبخازيا، وأوسيتيا الجنوبية، والصحراء الغربية.
في ديسمبر 2018، وبعد أن أعلن الرئيس الأمريكي دونالد ترامب انسحاب قوات الولايات المتحدة من سوريا، شرعت بلدان متعددة في إعادة فتح علاقاتها الدبلوماسية مع سوريا. وبعد الزيارة التي قام بها الرئيس السوداني، شرعت جامعة الدول العربية في عملية إعادة السماح بدخول سوريا إلى المنظمة، في حين أعادت الإمارات العربية المتحدة فتح سفارتها في سوريا في 27 ديسمبر، وأعلنت البحرين والكويت وإيطاليا عن عزمها على إعادة فتح السفارات.

## الشرق الأوسط
القومية العربية هي عقيدة أساسية لسياسة الحكومة السورية، وعلى هذا النحو فإنها لا تنظر إلى سكان الدول العربية الأخرى ك'أجانب'. بدلاً من ذلك تعتبر الجمهورية العربية السورية جزءاً من الوطن العربي الواسع.
توترت علاقات سوريا مع العالم العربي بسبب دعمها لإيران خلال الحرب العراقية الإيرانية التي بدأت في عام 1980. ومع نهاية الحرب في أغسطس 1988، بدأت سوريا عملية بطيئة من الإدماج مع الدول العربية الأخرى. في عام 1989، انضمت مع العالم العربي في إعادة قبول مصر إلى قمة جامعة الدول العربية الـ19 في الدار البيضاء.
وكان هذا القرار الذي قادته سوريا جزئياً بسبب حاجتها لدعم الجامعة العربية لموقفها في لبنان، شاهداً على نهاية المعارضة التي قادتها سوريا لمصر ومبادرات السادات 1977–79 تجاه إسرائيل، وكذلك اتفاقية كامب ديفيد. وتزامن ذلك مع نهاية 10 سنوات من الإعانة العربية المتعهد بها لسوريا ودول عربية أخرى على خط المواجهة في بغداد عام 1978. أعادت سوريا إقامة علاقات دبلوماسية كاملة مع مصر في عام 1989. في حرب الخليج 1990–1991، انضمت سوريا إلى دول عربية أخرى في التحالف الدولي بقيادة الولايات المتحدة ضد العراق. بدأت سوريا تقارباً بطيئاً مع العراق، مدفوعاً في المقام الأول باحتياجات اقتصادية. لا تزال سوريا تلعب دوراً عربياً نشطاً، والذي تكثف مع انهيار عملية السلام في سبتمبر 2000 مع انطلاق الانتفاضة الفلسطينية الثانية ضد إسرائيل. على الرغم من أنها صوتت لصالح قرار مجلس الأمن 1441 في عام 2002، كانت سوريا ضد العمل العسكري للتحالف في العراق في عام 2003. بيد أن الحكومة السورية قبلت قرار مجلس الأمن 1483 (بعد غيابها عن التصويت الفعلي) الذي رفع العقوبات المفروضة على العراق وأنشأ إطاراً لمساعدة الشعب العراقي في تقرير مستقبله السياسي وإعادة بناء الاقتصاد. حالياً أدان سوريا الكثير من الشرق الأوسط لطريقة تعاملها مع الانتفاضة المدنية، مع دعم سوريا عدد قليل فقط من البلدان في الشرق الأوسط، وأبرزها إيران، العراق ولبنان.

### جامعة الدول العربية
علقت عضوية سوريا في الجامعة العربية مؤقتاً منذ الحرب الأهلية السورية. في 26 مارس 2013، في قمة الجامعة العربية في الدوحة، اعترفت الجامعة بالائتلاف الوطني لقوى الثورة والمعارضة السورية، باعتباره الممثل الشرعي للشعب السوري. وقد منح الائتلاف الوطني من الآن فصاعداً مقعد دمشق في القمة. وقد عارض هذا الفعل المتمثل في الاعتراف الجزائر، العراق ولبنان.

### إيران
سوريا وإيران حليفين استراتيجيين. توصف أحياناً سوريا ب«أقرب حليف» لدى إيران، على الرغم من أيديولوجية القومية العربية لحزب البعث الحاكم في سوريا. خلال الحرب بين إيران والعراق وقفت سوريا مع إيران ضد العراق وتم عزلها من قبل السعودية وبعض البلدان العربية، باستثناء ليبيا، لبنان، الجزائر، السودان وعمان. وقد جمع بين إيران وسوريا تحالف استراتيجي منذ ذلك الحين، ويرجع ذلك جزئياً إلى العداء تجاه العراق والتنسيق ضد الولايات المتحدة الأمريكية وإسرائيل. تتعاون سوريا وإيران بشأن تهريب الأسلحة من إيران إلى حزب الله في لبنان، الذي يناهض إسرائيل.
في 16 يونيو 2006 وقع وزيري دفاع إيران وسوريا اتفاقاً للتعاون العسكري ضد ما أسموه التهديدات المشتركة التي تشكلها إسرائيل والولايات المتحدة. لم يتم تحديد تفاصيل الاتفاق غير أن وزير الدفاع الإيراني نجار قال «إيران تعتبر أمن سوريا من أمنها، ونحن نعتبر أن قدراتنا الدفاعية هي لسوريا.» أسفرت الزيارة أيضًا عن بيع معدات عسكرية إيرانية إلى سوريا. بالإضافة إلى تلقي معدات عسكرية، داومت إيران على استثمار مليارات الدولارات في الاقتصاد السوري. تنتمي القيادة السورية البعثية، بما في ذلك الرئيس الأسد نفسه، في الغالب إلى الطائفة النصيرية. تشارك إيران حالياً في تنفيذ العديد من المشاريع الصناعية في سوريا، بما في ذلك مصانع الأسمنت، خطوط تجميع السيارات، محطات الطاقة، وبناء الصوامع. تخطط إيران أيضًا لإنشاء مصرف إيراني سوري مشترك في المستقبل.

### العراق
شكلت المملكة المتحدة وفرنسا الكيانين السياسيين سوريا والعراق بعد هزيمة الإمبراطورية العثمانية في الحرب العالمية الأولى. والعراق وسوريا موحدين بالعلاقات التاريخية والاجتماعية والسياسية والثقافية والاقتصادية، ولكنهما يتقاسمان حدود طويلة مرسومة أجنبياً. الأرض المعروفة باسم بلاد ما بين النهرين هي العراق وشرق سوريا وتسمى بذلك من قبل سكانها. العلاقات السياسية بين العراق وسوريا شهدت في الماضي صعوبات، لكن، تم تأسيس علاقات دبلوماسية وصفت من الجانبين بأنها «تاريخية» في نوفمبر 2006، بادئين حقبة من التعاون الوثيق والصداقة السياسية بين العراق وسوريا.

### إسرائيل
لقد كانت سوريا محارب فاعل، مع وقف دوري لإطلاق النار واستخدام وكلاء ضد إسرائيل منذ مايو 1948، عندما سيطر الجيش السوري على أراضي من الدولة المنشأة حديثاً إسرائيل شمال وجنوب بحيرة طبريا. أعيدت غالبية الأراضي إلى إسرائيل بعد توقيع اتفاق الهدنة في يوليو 1949 وإعلان المناطق منزوعة السلاح. ومع ذلك، ظل الموقع الدقيق للحدود بين الدولتين، ملكية أجزاء من الأراضي وحق المزارعين الإسرائيليين في زراعة الأرض في المناطق منزوعة السلاح على الجانب الإسرائيلي من الحدود محل نزاع وأثار قتال متقتع بين سوريا وإسرائيل حتى حرب 1967.

### الإمارات العربية المتحدة
في عام 2011، أغلقت الإمارات سفارتها في دمشق، للمشاركة في الضغط متعدد الجنسيات على نظام بشار الأسد في أعقاب الحرب الأهلية السورية. لكن نهج الإمارات في الموقف كان «أقل عدوانية» مقارنة بجيرانها، بما في ذلك السعودية. قال وزير الخارجية الإماراتي أنور قرقاش في 2018 إن سوريا بحاجة إلى «حل سياسي» وأن الاستقرار غير ممكن من خلال «حل عسكري». بدأت الإمارات أولاً في تطبيع العلاقات مع دمشق في عام 2016، لكن الخطط رفضتها الولايات المتحدة.
تجنباً لجهود الغرب، ولا سيما الولايات المتحدة، لعزل بشار الأسد، أعادت الإمارات فتح سفارتها في دمشق في 17 ديسمبر 2018، بعد أكثر من 6 سنوات من الإغلاق. في عام 2020، ذكرت صحيفة وول ستريت جورنال أن الشيخ طحنون بن زايد كان الراعي لابنة أخت الأسد، أنيسة شوكت، لعدة سنوات، مما ساعدها على التهرب من عقوبات الاتحاد الأوروبي المفروضة على الأموال السورية. كشفت البيانات المالية أن الأمير الإماراتي أودع ما يقرب من 200 ألف دولار في حسابات شوكت المصرفية في المملكة المتحدة، حيث صادرت السلطات هذه الحسابات في عام 2019. في نوفمبر 2021، أصبح وزير الخارجية الإماراتي عبد الله بن زايد أول إماراتي بارز يزور دمشق ويلتقي - الأسد منذ الحرب السورية عام 2011.
```
في مارس 2022، قام الأسد بزيارة تاريخية إلى الإمارات العربية المتحدة، حيث التقى بحاكمي أبوظبي ودبي، محمد بن زايد ومحمد راشد آل مكتوم، إلى جانب منصور بن زايد. كانت هذه أول زيارة يقوم بها إلى دولة عربية منذ اندلاع الحرب. لكن الرحلة تعرضت لانتقادات شديدة من قبل الولايات المتحدة، التي «شعرت بخيبة أمل وانزعاج عميقين من هذه المحاولة الواضحة لإضفاء الشرعية على بشار الأسد، الذي يظل مسؤولاً ومسؤولاً عن موت ومعاناة عدد لا يحصى من السوريين».,,
[
33
]
[
34
]
[
35
]
```

## العلاقات الثنائية

### أفريقيا
| البلد | بدأت العلاقات الرسمية | ملاحظات |
| ----- | --------------------- | --- |
| مصر   |                       | في يونيو 2013، أعلن الرئيس المصري محمد مرسي أنه سيقطع جميع العلاقات مع الحكومة السورية. ومع ذلك، اتخذت مصر، تحت حكم عبد الفتاح السيسي، موقفا أكثر تأييدا تجاه حكومة الأسد. وفي عام 2017، على سبيل المثال، دعت مصر إلى إعادة قبول سوريا في جامعة الدول العربية. |
| تونس  |                       | توقفت تونس عن الاعتراف بحكومة سوريا في 4 فبراير 2012. ودعا حمادي الجبالي، رئيس الوزراء الجديد، الدول العربية الشقيقة إلى أن تحذو حذوها: "يتعين علينا طرد السفراء السوريين من البلدان العربية".                                                                 |

### الأمريكتين
| البلد            | بدأت العلاقات الرسمية | ملاحظات |
| ---------------- | --------------------- | --- |
| كندا             |                       | منذ بداية الحرب الأهلية السورية، أعيد توطين أكثر من 40 ألف لاجئ سوري في كندا. |
| المكسيك          | 20 أغسطس 1950         | أقامت كل من المكسيك وسوريا علاقات دبلوماسية في 20 أغسطس 1950. - إن المكسيك معتمدة لدى سوريا من سفارتها في القاهرة، مصر. - ليس لدى سوريا سفارة معتمدة لدى المكسيك. |
| الولايات المتحدة |                       | انظر العلاقات الأمريكية السورية على الرغم من أن العلاقات بين الدولتين ظلت متوترة منذ وقت طويل، فقد احتفظت الدولتان بمبادلات دبلوماسية. غير أن العلاقات اتخذت منعطفا مشؤوما في أكتوبر 2008 بشن غارة عبر الحدود خلال الحرب على العراق ظاهريا لمنع عبور مقاتلين أجانب مزعومين إلى داخل العراق للقتال من أجل المقاومة العراقية. في ديسمبر 2012، أعلن رئيس الولايات المتحدة باراك أوباما أن الولايات المتحدة ستعترف رسميا بإئتلاف المعارضة السوري، وليس حكومة دمشق، بوصفها الممثل الشرعي للشعب السوري. اعتبارًا من 2012، عُلقت سفارة الولايات المتحدة بسبب الحرب الأهلية السورية. وفي مايو 2014، أعلنت الولايات المتحدة أنها اعترفت بأن المكاتب الأمريكية التابعة للائتلاف الوطني السوري المعارض هي "بعثة أجنبية" رسمية. في 21 أغسطس 2013، هددت الولايات المتحدة بضرب منشآت رئيسية للأسلحة الكيميائية والبيولوجية السورية ردا على هجوم كيميائي زُعم أن القوات الموالية للأسد قامت به في أحد معاقل المتمردين داخل العاصمة دمشق. كان الأسد قد أنكر أية تورط، ولكن الرئيس أوباما ادعي أن لديه معلومات استخباراتية تثبت خلاف ذلك. ولم يقدم أي دليل إلى الجمهور بخلاف التقارير الواردة من أعضاء مجلس الشيوخ والنواب الرئيسيين في الولايات المتحدة. وحتى 4 سبتمبر 2013، وافقت لجنة العلاقات الخارجية على هجوم بأغلبية 10 أصوات مقابل 7 أصوات. وفي 6 أبريل 2017، أمر الرئيس ترامب بالهجوم الجوي الأول للولايات المتحدة على القوات الجوية السورية منذ بداية الحرب الأهلية التي شهدها البلد في عام 2011. أطلقت السفن الحربية التابعة للبحرية الأمريكية يو إس إس بورتر ويو إس إس روس في البحر المتوسط عشرات من صواريخ توماهوك في قاعدة الشعيرات الجوية في سوريا. وجاء الهجوم ردا على ما تقول واشنطن إنه هجوم بغاز السارين من جانب حكومة الرئيس السوري بشار الأسد أسفر عن مقتل 70 شخصا على الأقل في منطقة إدلب بسوريا. وأبلغ مسؤولون أمريكيون القوات الروسية قبيل الضربات الصاروخية، حيث كانت القوات العسكرية الروسية في سوريا تدعم وتساعد الأسد بشكل نشط أثناء الحرب الأهلية السورية وتجنبت الضربات الجوية الأمريكية ضرب أفراد من روسيا. |

## العضوية في المنظمات الدولية
إن سوريا عضو في المصرف العربي للتنمية الاقتصادية في أفريقيا، والصندوق العربي للإنماء الاقتصادي والاجتماعي، وجامعة الدول العربية، وصندوق النقد العربي، ومجلس الوحدة الاقتصادية العربية، والمنظمة العالمية للجمارك، واللجنة الاقتصادية والاجتماعية لغرب آسيا، ومنظمة الأغذية والزراعة، ومجموعة الـ 24، ومجموعة الـ 77، والوكالة الدولية للطاقة الذرية، والبنك الدولي للتعمير والتنمية، ومنظمة الطيران المدني الدولي، وغرفة التجارة الدولية، ومؤسسة التنمية الدولية، والبنك الإسلامي للتنمية، والصندوق الدولي للتنمية الزراعية، والمؤسسة المالية الدولية، ومنظمة العمل الدولية، وصندوق النقد الدولي، والمنظمة البحرية الدولية، وانتلسات، والإنتربول، واللجنة الأولمبية الدولية، والمنظمة الدولية للتوحيد القياسي، والاتحاد الدولي للاتصالات، ورابطة جمعيات الصليب الأحمر والهلال الأحمر، وحركة عدم الانحياز، ومنظمة الدول العربية المصدرة للنفط، ومنظمة التعاون الإسلامي، ومنظمة حظر الأسلحة الكيميائية، والأمم المتحدة، ولجنة الأمم المتحدة لحقوق الإنسان، ومؤتمر الأمم المتحدة للتجارة والتنمية، ومنظمة الأمم المتحدة للتنمية الصناعية، ووكالة الأمم المتحدة لإغاثة وتشغيل اللاجئين الفلسطينيين في الشرق الأدنى، والاتحاد البريدي العالمي، والاتحاد العالمي لنقابات العمال، ومنظمة الصحة العالمية، والمنظمة العالمية للأرصاد الجوية، والمنظمة العالمية للسياحة.
انتهت فترة عضوية سوريا لمدة سنتين كعضو غير دائم في مجلس الأمن الدولي في ديسمبر 2003.